# Mao tử Trung Bộ
Mao tử Trung Bộ (danh pháp: Thrixspermum annamense) là một loài thực vật có hoa trong họ Lan. Loài này được (Guillaumin) Garay mô tả khoa học đầu tiên năm 1972.